# Бригада С
«Брига́да С» — советская и российская рок-группа.

## История

### 1985—1993

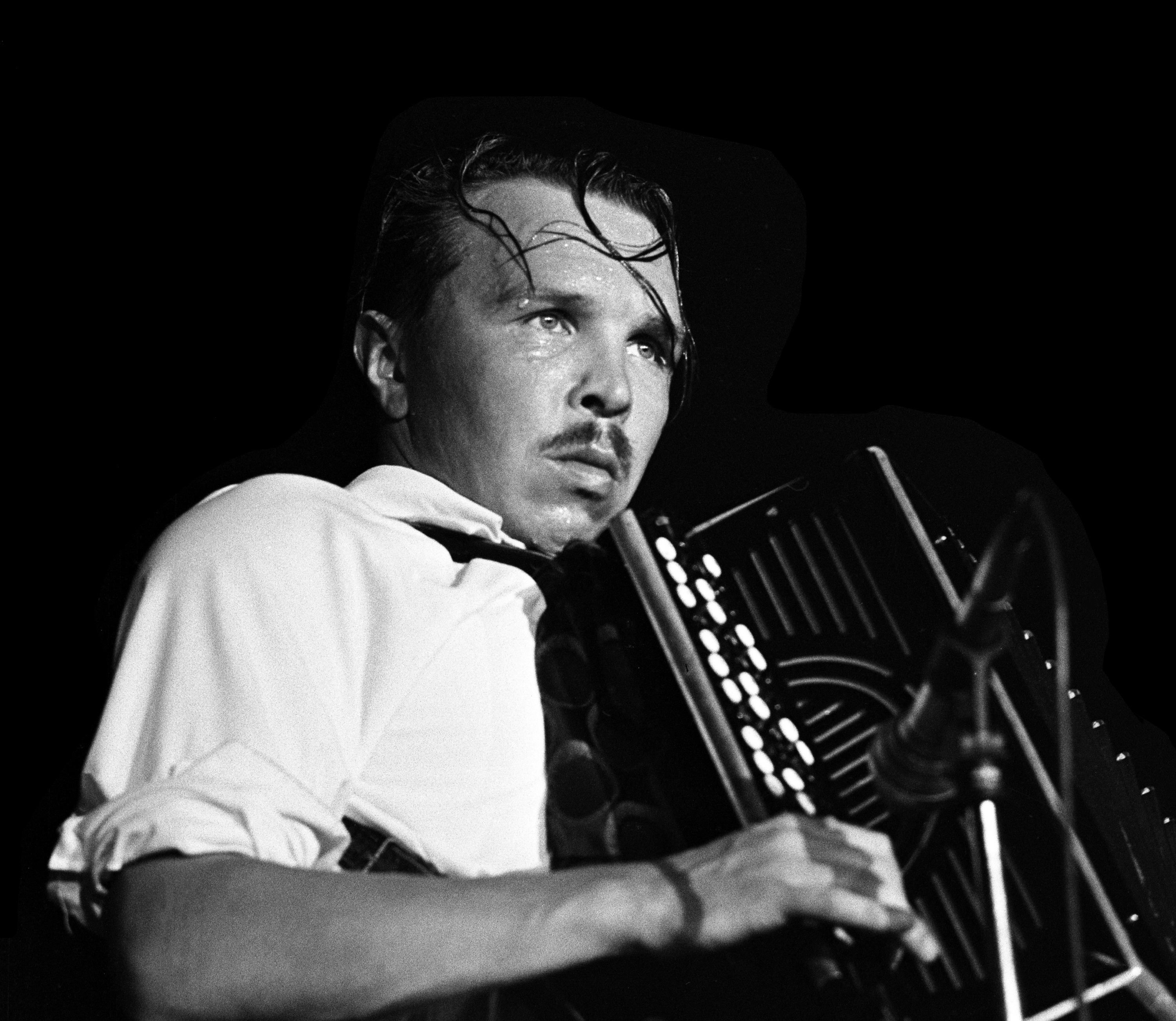
Гарик Сукачев, сентябрь 1988 года

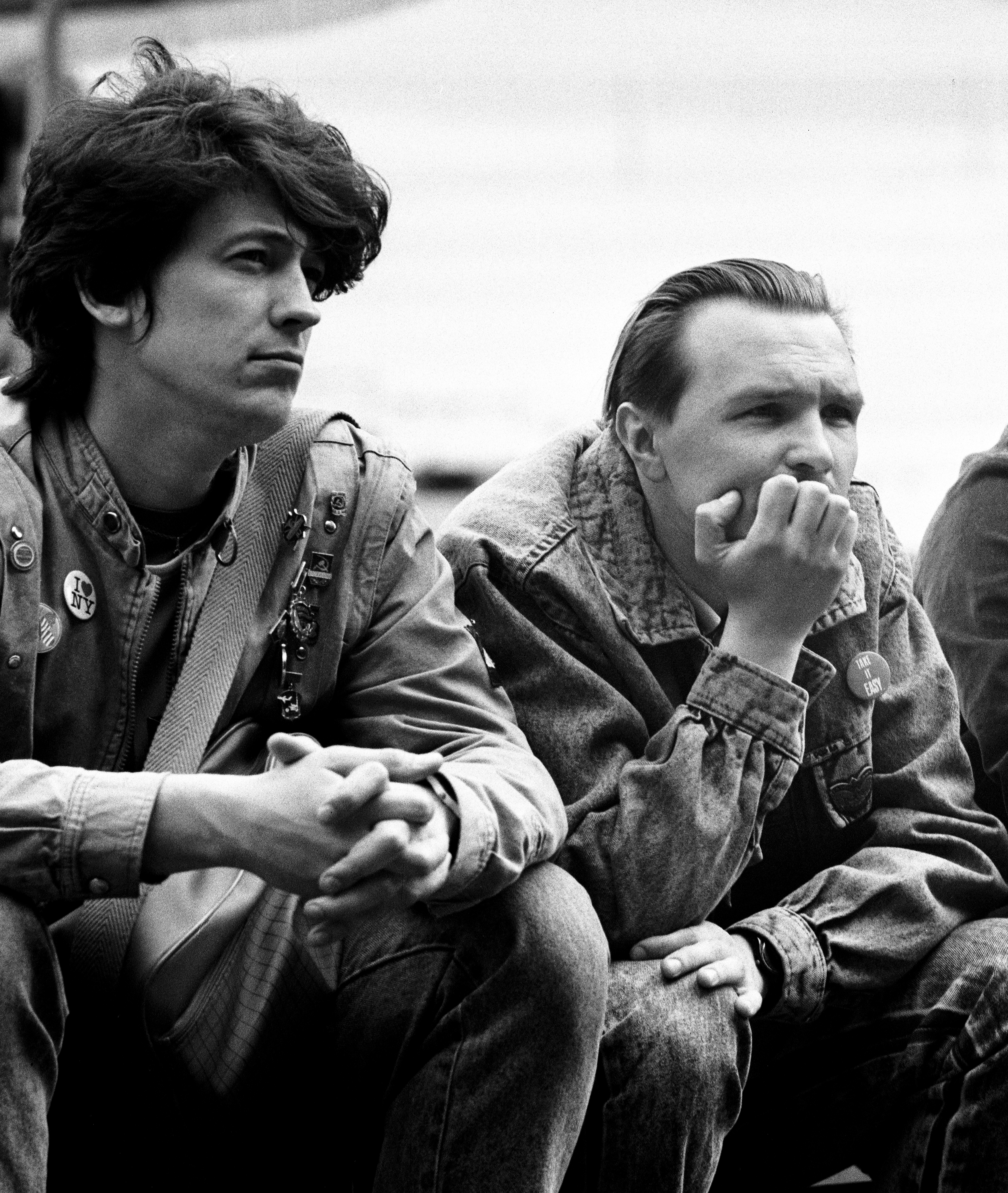
Гарик» Сукачев и Сергей Галанин, Парк Горького, 1988 год

Коллектив основан в декабре 1985 года Игорем «Гариком» Сукачёвым (вокал) и Сергеем Галаниным. Также в новую группу вошли гитарист Александр Горячев (экс-«Гулливер»), которого вскоре заменил Кирилл Трусов, клавишник Лев Андреев, Карен Саркисов (экс-«Центр» и «Звуки Му») на перкуссии, ударник Игорь Ярцев и духовые — саксофонист Леонид Челяпов, трубачи Игорь Марков и Евгений Коротков и тромбонист Максим Лихачев.
Лидерство в группе отдавалось Сукачёву, который является автором подавляющего большинства входивших в репертуар команды песен. Этот факт отражён в самом названии коллектива. На конец 80-х на фоне остальных московских рок-групп «Бригада С» выделялась мощной духовой секцией. Оригинальным был и сценический имидж команды. Дебютная концертная программа получила название «Мандариновый рай», вошедшие в неё песни «Моя маленькая бейба» и «Сантехник» стали хитами и вошли в золотой фонд русского рока.
В августе 1987 года коллектив переходит в статус профессиональных команд. С осени 1987-го музыканты начинают работать в продюсерском центре Стаса Намина, выступают на самых популярных рок-фестивалях в СССР, в том числе на «Литуаника 1987», «Подольск ’87» и многих других. В 1988 году коллектив записывает дебютный альбом «Ностальгическое Танго», а фирма «Мелодия» выпускает виниловый альбом «Бригады С» пополам с «Наутилусом Помпилиусом» с записью с «Рок-панорамы-87».
В 1988 году группа снимается в фильме Саввы Кулиша «Трагедия в стиле рок» и впервые выезжает с гастролями в Польшу (апрель 1988 года), Финляндию (июнь 1988 года, международный музыкальный фестиваль «Provinssirock»). В этом же году выходит фильм «Дама с попугаем», где группа исполняет песню «Сантехник» на танцплощадке.
Весной 1989 года проходят совместные концерты «Бригады С» с западногерманской группой BAP в СССР и ФРГ.
В июле 1989 года — первые гастроли в США, в августе 1989 года группа принимает участие в Moscow Music Peace Festival.
В 1989 году, при записи магнитоальбома «Нонсенс», коллектив распадается. Сергей Галанин принимает решение создать отдельный коллектив «Бригадиры». Сукачёв также создаёт свою группу, оставив себе имя «Бригада С». В последнюю входят бывшие музыканты группы «Браво»: Павел Кузин, Тимур Муртузаев и другие.
Весь 1990-й новая «Бригада С» успешно гастролирует, давая концерты в том числе и в США, Франции, ФРГ.
Весной 1991 года в Москве проходит девятичасовой концерт «Рок против террора», организованный Гариком Сукачёвым и Александром Ф. Скляром. Концерт снимается телекомпанией «ВИД», впоследствии издаётся двойной альбом «Рок против террора».
В 1991 году по Москве проносится слух: в группу возвращается Галанин и «Бригада С» воссоздаётся в первоначальном составе. В том же году в обновлённом-старом составе группа записывает альбом «Все это рок-н-ролл!», концепция: любимые песни Гарика исполняют он и его друзья. После альбома выходит виниловый миньон.
Позднее в коллективе вновь начинают нарастать противоречия. Из группы сначала уходит директор Дмитрий «Грозный» Гройсман, затем распадается связка Сукачёв-Галанин. Вскоре группы «Бригада С» не стало уже официально. Последний концерт состоялся осенью 1992 года в ДК Горбунова.
После распада группы Сукачёв заявил, что уходит из музыки и начинает заниматься кино и телевидением. Летом 1994 года Сукачёв объявляет о создании нового коллектива «Неприкасаемые».
В августе 1994 года после Путча видеозапись концерта «Рок против террора» активно эксплуатируется телевидением. Во время же самих событий Сукачёв устраивает бесплатную раздачу пластинок всем желающим.

### 2015 — по настоящее время
23 октября 2015 года Гарик Сукачёв вместе со своими бывшими коллегами по «Бригаде С», включая Сергея Галанина, воссоединяются ради тридцатилетнего юбилея Московской рок-лаборатории, резидентами которой они были, и играют в Москве большой концерт.
13 февраля 2016 года в московском «Крокус Сити Холл» на премии «Чартова дюжина» был представлен первый сингл с нового альбома коллектива — песня «246 шагов». На сцену «Чартовой дюжины» вместе с Сукачёвым выходят другие ветераны «Бригады С»: бас-гитарист Сергей Галанин, гитарист Сергей Воронов, духовики Максим Лихачёв и Евгений Коротков..
Комментируя композицию перед премьерой на радио, Гарик Сукачёв отмечает, что цифра 246 — это реальный метраж, который должен пройти по Москве некий персонаж, имя которого он предпочёл скрыть. Музыкант утверждает, что эти шаги неожиданно всплыли в нём, и сам он понимает, что эти цифры и шаги означают. Однако более точной расшифровки песни не даёт.
24 февраля 2017 года в клубе YotaSpace группа отыграла последний на данный момент московский концерт. Длинная очередь на входе в клуб не могла рассосаться в течение полутора часов.
В марте 2017 года компания Navigator records выпустила антологию группы «Бригада С» — коллекционный бокс под названием «Дело 8816/АШ-5», в который вошли как аудио-, так и видеорелизы. В состав вошли следующие альбомы: «Акция Нонсенс» (1991), «Аллергии — нет!» (1991), «Все это рок-н-ролл» (1992), «Реки» (1993), «Я обожаю Jazz» (1994). Кроме того, издание содержит несколько концертных записей. Среди них архивный концерт в немецком Тройсдорфе (1989) и запись с выступления в клубе Yotaspace 23 октября 2015 года. Последний концерт также издан на DVD. Видео часть издания включает в себя DVD с клипами, снятыми в период 1987—1993 гг, документальный фильм Дмитрия Диброва о «Бригаде С» «Рябина на коньяке» и запись празднования дня рождения Гарика Сукачёва в «Табакерке» 4 декабря 1989 года. Оформление коллекционного бокса стилизовано под секретное дело, находившееся в разработке КГБ. Издание выпущено ограниченным тиражом — 1000 экземпляров.

В 2016-м году Сукачёв анонсировал запись нового альбома: 
«Мы все мыслим альбомами и поэтому хочется сделать какое-то единое произведение. Несколько песен мы, в общем-то, уже записали. Начали с композиции, которую я делал ещё с Оркестром Кампанелла Каменной Звезды — „Бойцы“. Она войдёт в пластинку. Скорее всего мы её как-то разберём по частям, как-то поработаем с этой песней. Надеюсь, что до конца 2017 года мы запишем всю пластинку. Я обычно пишу для одного альбома 8, максимум — 9 песен, а здесь 4 уже готовы». 

## Состав

### Первый состав
- Гарик Сукачёв — гитара, вокал (1985—1992, 2015-н.в.)
- Сергей Галанин — бас, бэк-вокал (1985—1989, 1991—1992, 2015-нв)
- Александр Горячев — гитара (1985—1986)
- Лев Андреев — клавишные (1985—1988)
- Карен Саркисов — ударные, перкуссия (1985—1988)

### Другие музыканты
- Кирилл Трусов — гитара (1986—1989, 1991—1992)
- Артем Павленко — гитара (1989—1991)
- Тимур Муртузаев — бас (1989—1991)
- Сергей Тененбаум — клавишные (1987—1989)
- Рушан Аюпов — клавишные, баян, аккордеон, вокал (1989—1992)
- Владимир Голоухов — перкуссия, ксилофон, вибрафон (1989—1991)
- Павел Кузин (тогда — экс-«Браво») — ударные (1989—1991)
- Игорь «Батя» Ярцев — ударные (1987—1989, 1991—1992)

### Духовая секция
- Игорь Марков — труба (1986—1989)
- Евгений Коротков — труба (1986—1989, 2015)
- Алексей Еленский — труба (1989—1990)
- Пётр Тихонов — труба, вокал (1989—1992)
- Максим Лихачёв — тромбон (1986—1989, 1991—1992, 2015)
- Владимир «Раздвижной» Чекан — тромбон, вокал (1989—1991)
- Леонид «Челябинский» Челяпов — саксофон (1986—1987, 1989—1992)
- Сергей Секретарёв — саксофон (1987—1989)
- Алексей Ермолин — саксофон (1991—1992)

## Дискография

### Студийные альбомы
- 1988 — Добро пожаловать в запретную зону (магнитоальбом)
- 1988 — Ностальгическое танго (магнитоальбом)
- 1991 — Аллергии — нет!
- 1992 — Всё это рок-н-ролл
- 1993 — Реки

### Прочие релизы
- 1987 — Подольск-87, концертный бокс-сет, издан в 2012 г.
- 1988 — Наутилус Помпилиус и Бригада С (сплит-альбом)
- 1994 — Я обожаю jazz. Зэ бэст 1986-1989 (сборник)
- 1998 — Легенды русского рока (сборник)
- 2015 — 246 шагов (песня и концертный клип)